# 联合国安全理事会第307号决议
联合国安理会第307号决议于1971年12月21日通过。安理会在听取印度和巴基斯坦的发言后，要求达成一个持续性的停火协议，并派出观察员观察查谟-克什米尔邦的停火状况。安理会还呼吁对处于苦难中的难民给予康复救助，以及让他们能够返回家园，并请求秘书长随时向安理会通报事态发展。
该决议以13票赞成，2票弃权（波兰、苏联）通过。